# 新西兰战争

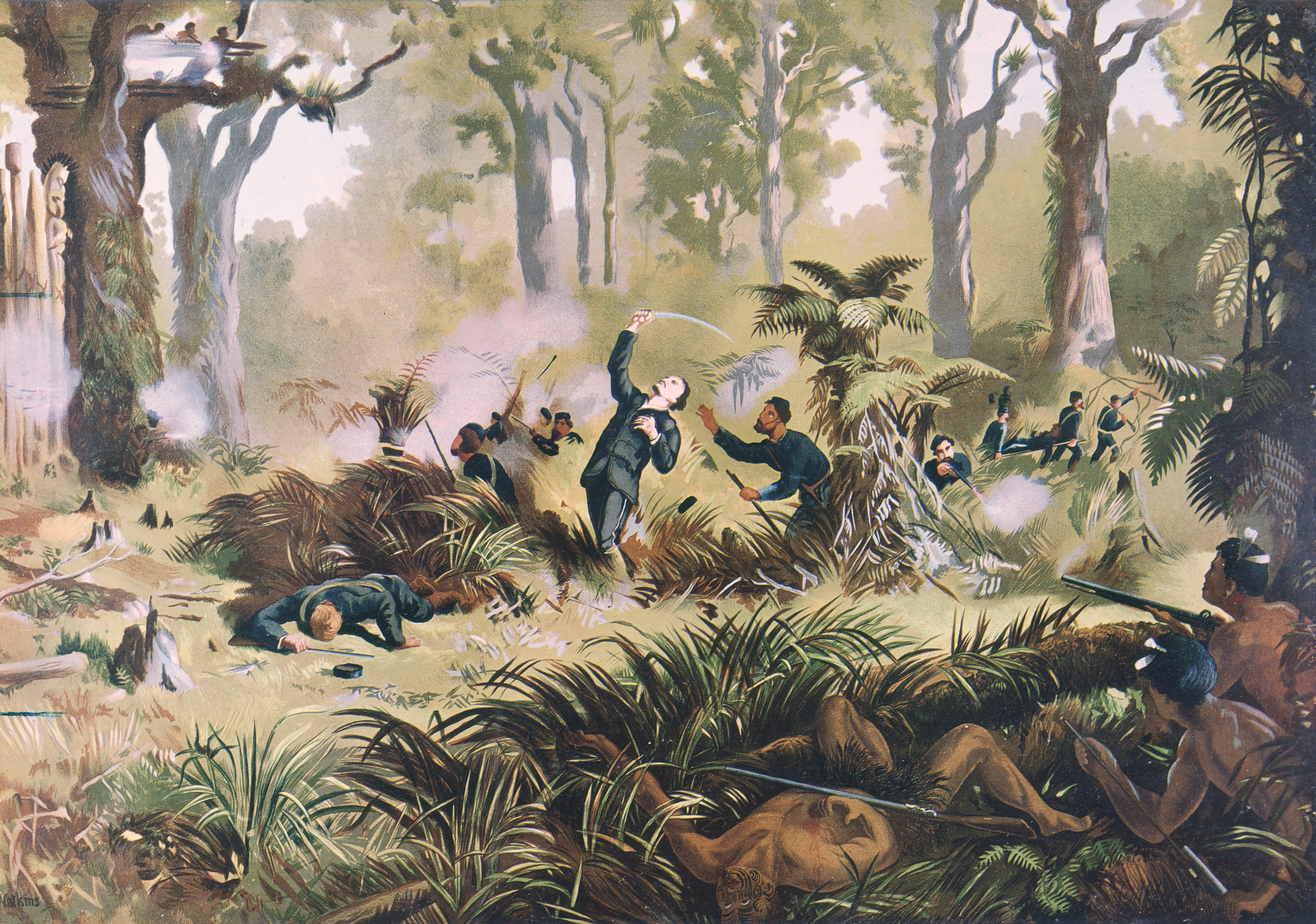
紐西蘭戰爭

新西兰战争（New Zealand Wars），又称土地战争或毛利人战争，指1845年至1872年之间爆发在英国殖民者与新西兰原住民毛利人之间的一系列武装冲突，战争的起因有很多，最主要的原因是由于出售给英国殖民者的土地问题纠纷。
签署于1840年的怀唐伊条约授予了毛利部落对其土地，森林，捕鱼及宝藏无可争议的所有权，当时的毛利人与英国人接触已经有数十年，从欧洲殖民者那里，毛利人学会了使用一些现代技术，学校，教堂及农场，而殖民地政府为了确保这些资源不被他人利用，与毛利人签订协议，即新西兰的所有资源只能授予英国王室。但是新来的殖民者们并不领情，他们往往忽略毛利人的这些权利，逐渐地向殖民地政府施压，迫于压力，当地政府开始允许殖民者占有那些所有权不明的土地，这些土地中就包括了爆发于1820-1835年间，新西兰北岛的毛瑟枪战争之后留下来的大片无人区。毛利人因此开始了抵抗，并最终导致了战争的发生。最终这场战争的结果以殖民地政府的胜利而告终，而战败的毛利人则被没收了大片的土地，毛利人社会因此而瓦解。

## 戰後
土地戰爭結束後，表面上社會回復平靜，不過毛利人和白人之間的土地糾紛仍時有發生，不過都是法律而不是戰爭解決。紐西蘭法院仍然有處理毛利人和白人的土地糾紛，2011年，紐西蘭法院向毛利人在土地戰爭中的損失道歉。